# Heeze-Leende
Heeze-Leende – gmina w prowincji Brabancja Północna w Holandii. W 2014 roku zamieszkiwało ją 15 376 mieszkańców. Gmina powstała 1 stycznia 1997 roku z połączenia Heeze (9650 mieszk.) i Lende (4300 mieszk.) oraz wsi Sterksel (1320 mieszk.). Stolicą gminy jest Heeze.

## Miejscowości w gminie
Bruggerhuizen, Euvelwegen, Heeze (stolica), Heezerenbosch, Kerkhof, Kreijl, Leende, Leenderstrijp, Oosterik, Rul, Sterksel, Ginderover, Strabrecht en Ven.
Przez gminę przechodzą autostrady A2 oraz A67.